# Estación San Miguel (Chile)
San Miguel es una estación ubicada en la comuna de Hualqui, que fue construida junto con el Ferrocarril Talcahuano - Chillán y Angol.

## Historia
Originalmente considerada como paradero; en 2013 fue parte de la inversión de 480 millones de pesos que generó la construcción de esta. Los trabajos terminaron en julio de 2014.
Con la llegada de los nuevos trenes al Tren Talcahuano-Laja, en enero de 2021 la estación Unihue y San Miguel fueron las primeras estaciones que recibieron trabajos para aumentar la altura de sus andenes.

## Servicios

### Actuales
Desde la década de 1990 la estación presta servicios entre Talcahuano, Concepción y Laja. Es para el 1 de mayo de 2008 que inician los servicios del actual tren Talcahuano-Laja. El servicio presta ocho servicios diarios.